# Műkorcsolya
A műkorcsolya egy olimpiai sportág. Gyakran együtt emlegetik egy másik ágával, a jégtánccal. Értékelésük pontozással történik. A versenyző vagy versenyzők külön pontokat kapnak a technikára és az előadásmódra. Mindkét ágban adott elemeket kell zenére bemutatni.

## Jellemzői
Páros és egyéni, illetve férfi és női versenyre bontható a sportág. Mindháromban egy ún. rövid programot és egy kűrt kell bemutatni. Mindkét program fő elemei az ugrások, forgások, lépéssorok, lépések előadási elemek, illetve ezek kombinációi és egyéb figurák. A rövid program hossza mindhárom kategóriában más más. A vokális zene is megengedett, ezt nemrég (2014-ben döntött róla az ISU, de olimpián csak 2018-tól megengedett) fogadták el.
A következő ugrásokat szokták versenyeken bemutatni:
- Axel
- Salchow
- Rittberger
- Toe Loop
- Flip
- Lutz

Forgás félék: 
- Álló pozícióban való forgások; oldalra lábkihúzás, előre lábkihúzás, ezeknek variációi. Az álló forgásokon belül van egy kisebb csoport a ˝ hátrahajlósok ˝; billman. hátrahajlós, telefon.
- Ülő  pozícióban való forgások; sima, ráhajlós, gomba (sit back), gomba ( sit forward), sit side.
- Libelle(mérleg) forgás: sima, kereszt ablak, gyűrű, oldalra hajlós
- Vissza: az összes forgás létezik  vissza fele!

### Párosok
A páros korcsolyában az említett ugrások, lépéssorok és forgások mellett fontos elem az emelés, illetve ún. dobott ugrások és kitartott, illetve pörgetett emelések. A kűr vagy szabad korcsolyázás 4 perc 30 másodpercig tart.

### Nők
A nők a fent említett ugrásokból duplákat, triplákat, és páran, de egyre többen négyeseket ugranak. A nők kűrjének  tartalmaznia kell kombinációkat, külön ugrásokat, forgásokat, egyéb elemeket, és lépéssort is. Rövid programjukban, kell lennie ugráskombinációnak, különálló ugrásnak, egyéb elemeknek és különböző forgásoknak.

### Férfiak
A férfiak általában könnyebben tudnak tripla és négyfordulatos ugrásokat teljesíteni, a kűrjük 4 perc 30 másodpercig tart. Rövid programjuk hossza ugyanúgy 2 perc 40 másodperc.
A 12. században a londoniak örömmel űzték ezt a sportot. Ekkoriban még csontból vagy fából faragták a "korcsolyákat", majd a 19. században már megjelentek az acél élű korcsolyák, melyek jóval tartósabbak és ellenállóbbak voltak, mint korai elődeik.

## Magyar sikerek
A magyar műkorcsolya nagy múltú sportág, különösen a 20. század első felében volt sikeres. Kronberger Lili négyszeres világbajnok lett női egyéniben az 1900-as évek elején. A legnagyobb sikereket a páros műkorcsolyázók érték el: Emília Rotter és Szollás László négyszeres világbajnokok voltak, és két olimpiai bronzérmet is szereztek (1932, 1936). Az 1950-es években Nagy Marianna és Nagy László folytatták a hagyományokat: kétszeres olimpiai bronzérmesek, világbajnokok és többszörös Európa-bajnokok lettek.
A közelmúltban a magyar műkorcsolyázók főként utánpótlás szinten értek el eredményeket. Jégtáncban Ignateva Mária és Ignatev Danijel fiatal párosa mutatott ígéretes szereplést a junior mezőnyben. A sportág hazai fejlesztése folytatódik, a Magyar Országos Korcsolyázó Szövetség aktívan támogatja a versenyzőket, és több budapesti jégpálya ad otthont hazai és nemzetközi versenyeknek.

## Lásd még
- Olimpiai bajnok műkorcsolyázók és jégtáncosok listája
- Műkorcsolya- és jégtáncvilágbajnokok listája